# Derby (Verenigd Koninkrijk)
Derby is een unitary authority met de officiële titel van city, en een district in de Engelse regio East Midlands met naar schatting 257.000 inwoners (2018). Het is de historische hoofdstad van het graafschap Derbyshire, waarvan het sinds 1997 als unitaire autoriteit geen deel meer uitmaakt. Sinds 1977 heeft Derby de status van city.

## Demografie
Van de bevolking is 16,2 % ouder dan 65 jaar.
Het aantal inwoners daalde van ongeveer 222.900 in 1991 naar 221.708 in 2001.

## Geschiedenis
In december 1745 werd Derby voor korte tijd bezet door Bonnie Prince Charlie, toen deze zijn greep deed naar de Engelse troon. De stad en het omliggende land waren een belangrijk centrum van de Industriële revolutie.
Derby heeft een 14e-eeuwse kathedraal, waarvan alleen de toren origineel is: het kerkgebouw werd in de 18e eeuw herbouwd.
Derby is de hoofdzetel van Rolls Royce.

## Sport
Derby County FC is de betaaldvoetbalclub van de stad en speelt haar wedstrijden in het Pride Park Stadium. De club werd in 1972 en 1975 kampioen van Engeland. In 1946 won het de FA Cup.

## Musea
- Derby Museum and Art Gallery

## Stedenband
- Osnabrück (Duitsland)
- Toyota (Japan)

## Geboren in Derby
- Joseph Wright of Derby (1734–1797), kunstschilder
- Herbert Spencer (1820–1903), socioloog, filosoof en antropoloog
- Ronald Binge (1910–1979), componist en arrangeur van salonmuziek
- Tim Parnell (1932-2017), autocoureur
- Richard John Roberts (1943), biochemicus, moleculair bioloog en Nobelprijswinnaar (1993)
- Kevin Coyne (1944-2004), musicus, schrijver en schilder
- Chris Humphries (1947-2009), botanicus
- Geoff Hoon (1953), politicus
- Maximilian Sciandri (1967), wielrenner
- Anthony Clark (1977), badmintonner
- Lee Camp (1984), voetballer
- Ukweli Roach (1986), acteur
- Melissa Reid (1987), golfspeelster
- Jack O'Connell (1990), acteur
- Jake Kean (1991), voetballer
- Jordon Mutch (1991), voetballer
- Jamaal Lascelles (1993), voetballer
- Ewan Mitchell (1997), acteur
- Emilie Bragstad (1999), voetbalster